# 1-ша армія ППО і ПРО (РФ)
1-ша ордена Леніна армія протиповітряної і протиракетної оборони особливого призначення (1 А ППО-ПРО) — оперативно-стратегічне командування Повітряно-космічних сил Збройних Сил Росії. Призначене для стратегічної оборони Москви і Росії від загроз з повітря й з космосу.

## Історія

### Передісторія і попередники
Повітряна оборона Москви веде свій початок з 25 квітня 1918 року, коли військовим керівником Московського району було видано наказ № 01 від 25.04.1918 року відповідно до якого утворено Управління повітряної оборони Москви.
Частини, з'єднання і об'єднання, які виконували завдання ППО Москви в залежності від обстановки, що склалася і вирішуваних завдань мали різні організаційні форми:
- Управління повітряної оборони Москви (з 25.04.1918 р.);
- 1-й окремий територіально-позиційний зенітний артилерійський дивізіон (1924)
- 31-й окремий зенітний артилерійський дивізіон (1924—1929);
- 1-ша бригада ППО (з 21.09.1929 р.);
- 1-ша дивізія ППО (з 17.08.1931 р.);
- 1-й корпус ППО (з 11.01.1938 р.);
- Московська зона ППО (з 1941 р.);
- Московський корпусних район ППО (27.12.1941 р.)[1] в складі Московського військового округу;
- Московський фронт ППО (з 5 квітня 1942 роки)[2]
- Особлива Московська армія ППО (з 29 червня 1943 року)[3];
- Московська група ППО Центрального фронту ППО (з 24 грудня 1945 року)[4];
- Війська ППО Москви Центрального фронту ППО (з березня 1945 р);
- Війська ППО Москви Центрального округу[5] (з 25 жовтня 1945 року);
- Війська ППО Москви Північно-Західного округу[6] (з 23 травня 1946 року);
- Московський район ППО[7] (з 14 серпня 1948 року);
- Ордена Леніна Московський округ ППО[8] (з 20 серпня 1954 року);
- Ордена Леніна Московський округ ВПС і ППО (з 1998 року);
- Ордена Леніна командування спеціального призначення (з 1 вересня 2002 року);
- Ордена Леніна об'єднане стратегічне командування повітряно-космічної оборони (з 1 липня 2009 року);

### Командування ППО і ПРО
В рамках подальшого розвитку Збройних Сил РФ 1 грудня 2011 року створено новий рід військ — Війська Повітряно-космічної оборони, Управління ордена Леніна оперативно-стратегічного командування повітряно-космічної оборони було переформовано на Ордена Леніна командування протиповітряної та протиракетної оборони з дислокацією у місті Балашиха Московської області.
У 2013 році здійснено переозброєння 93-го зрп 4-ї бригади ППО на ЗРС С-400 «Тріумф», 108-го зрп 6-ї бригади ППО — на ЗРС С-300 ПМ1, поставлення бойових машин ЗРПК «Панцир-С» у військові частини ЗРВ командування.
2014 році проводилися заходи щодо переозброєння 549-го зрп 5-ї бригади ППО на ЗРС С-400 «Тріумф», тривало оснащення підрозділів РТВ перспективними РЛС типу «Небо», «Подльот», «Каста», «ВВО», «Сопка», «Обновление» та іншими, поставлялися у війська засоби АСУ та зв'язку нового покоління.

### 1-ша армія ППО і ПРО
У серпні 2015 року в зв'язку з формуванням нового виду Збройних Сил РФ — Повітряно-космічних сил Російської Федерації ордена Леніна командування протиповітряної та протиракетної оборони переформовано на 1-шу ордена Леніна армію ППО-ПРО ОсПр.

## Склад
- 4-та дивізія ППО, в/ч 52116 (Московська обл., місто Долгопрудний)
- 5-та дивізія ППО, в/ч 52096 (Московська обл., Ленінський район, сільце Петровське)
- 9-та дивізія ПРО, в/ч 75555 (Московська обл., смт Софрино)
- 590-й окремий радіотехнічний вузол загоризонтного виявлення повітряних цілей, в/ч 80158 (Мордовія, п. Ковилкино)
- 54-й вузол зв'язку, в/ч 74129 (місто Москва)
- Управління будівництва і розквартирування, в/ч 58122 (місто Москва)
- 1786-й центральна база вимірювальної техніки, в/ч 74143 (Московська обл., місто Щолково)[9]

## Командувачі
- Прудников, Віктор Олексійович — 08.1989-08.1991,
- Корнуков, Анатолій Михайлович — 08.1991-01.1998,
- Васильєв, Геннадій Борисович — 01.1998-09.2002,
- Соловйов, Юрій Васильович — 09.2002-07.2008,
- Разиграєв, Сергій Миколайович — 07.2008-06.2009,
- Тишкевич, Леонід Едуардович — 06.2009-2010,
- Іванов, Валерій Михайлович — 2010-11.2011,
- Попов, Сергій Володимирович — 11.2011-03.2013,
- Кураченко, Павло Павлович — 03.-12.2013,
- Дьомін, Андрій Геннадійович — 12.2013—2021,
- Огієнко, Костянтин Олександрович — 2021—09.2023[10].